# Estudiante perpetuo
Un estudiante perpetuo es un estudiante universitario que se reinscribe durante varios años más de lo necesario para obtener un título determinado, o que persigue múltiples títulos. Los estudiantes perpetuos se comparan a los eruditos y suelen trabajar en numerosos campos.

## Ejemplos
- Antonio Monroy, que cuenta con las carreras universitarias de Ciencias Empresariales, Derecho, Fisioterapia, Actividad Física y Deporte, Criminología, Turismo, Psicología, Ciencias Jurídicas de las Administraciones Públicas, Historia del Arte, Trabajo Social, Relaciones Laborales y Recursos Humanos, Humanidades, Educación Social y Geografía e Historia. Además, tiene dos doctorados y varios otros títulos de posgrado.[1] Todo ello le convierte en la persona con más títulos universitarios del mundo.[2]
- Luciano Baietti (nacido el 1 de septiembre de 1947) posee quince títulos académicos, entre los que se encuentran las materias de Educación Física, Derecho, Literatura, Filosofía, Sociología, Criminología y Estrategia Militar.[3]
- Dr. Robert W. McGee - posee 23 títulos académicos, incluidos 13 doctorados.[4]
- El Dr. Bruce Berry (1940-2014), destacado por ser un guardia escolar, se retiró de una carrera que incluía la traducción de documentos técnicos para Agfa-Gevaert, trabajó para la oficina de correos y la enseñanza, obtuvo su primer título de la Universidad de Manchester en 1963. Continuó estudiando desde la década de 1970 en adelante, llegando a poseer varios títulos de licenciatura y maestría (de universidades como la Universidad de Leeds, la Universidad de York y la Universidad de Normandía, Caen), así como un doctorado en filosofía de la Universidad Metropolitana de Leeds. Murió antes de completar su duodécimo grado, otro doctorado en filosofía. Fue también políglota, siendo fluido en varios idiomas. También fue miembro del Chartered Institute of Linguists.[5][6][7]
- Benjamin Bolger, quien recibió su primer título de cuatro años de la Universidad de Michigan tiene catorce títulos de diferentes universidades.[8]
- Luis Segovia, nacido el 15 de octubre de 1954 en Pujilí, Cotopaxi, Ecuador, quien hasta la fecha tiene 2 títulos tecnológicos, 6 títulos de grado, 1 especialización, 8 maestrías y 2 doctorados, tiene diecinueve títulos de diferentes universidades ecuatorianas[9][10]
- Milton de Jesús ha sido estudiante de la Universidad de Puerto Rico desde 1963. En 2010, De Jesús fue entrevistado por un periódico de su país, [¿cuál?] ya que era el único estudiante del plantel que podía comparar los paros estudiantiles de 2010 con los paros de los 70, 80, 90 y 2005.[11] Según su página de Facebook, De Jesús se graduó de la Universidad de Puerto Rico en 2005.
- Shrikant Jichkar (14 de septiembre de 1954 - 2 de junio de 2004) obtuvo veinte títulos académicos.
- Johnny Lechner asistió a la Universidad de Wisconsin-Whitewater desde 1994 hasta al menos 2005.[12] Estimaba graduarse en 2008 con múltiples especializaciones y especializaciones, pero continuó hasta el decimoquinto año de universidad.
- Michael Nicholson (n. 1941)[13] tiene 28 títulos, incluyendo 22 maestrías y un doctorado.[14]
- VN Parthiban tiene, según algunas páginas, el récord general de más títulos obtenidos en la historia, con ciento cuarenta y cinco,[15] aunque eso incluye simples diplomas y cursos no oficiales, por lo que no se puede tener en cuenta. En realidad, de todos ellos, solo 8 son considerados como "Degrees", es decir, equiparables al Grado o Licenciatura europeo[16]